# Giardini Reali di Monza

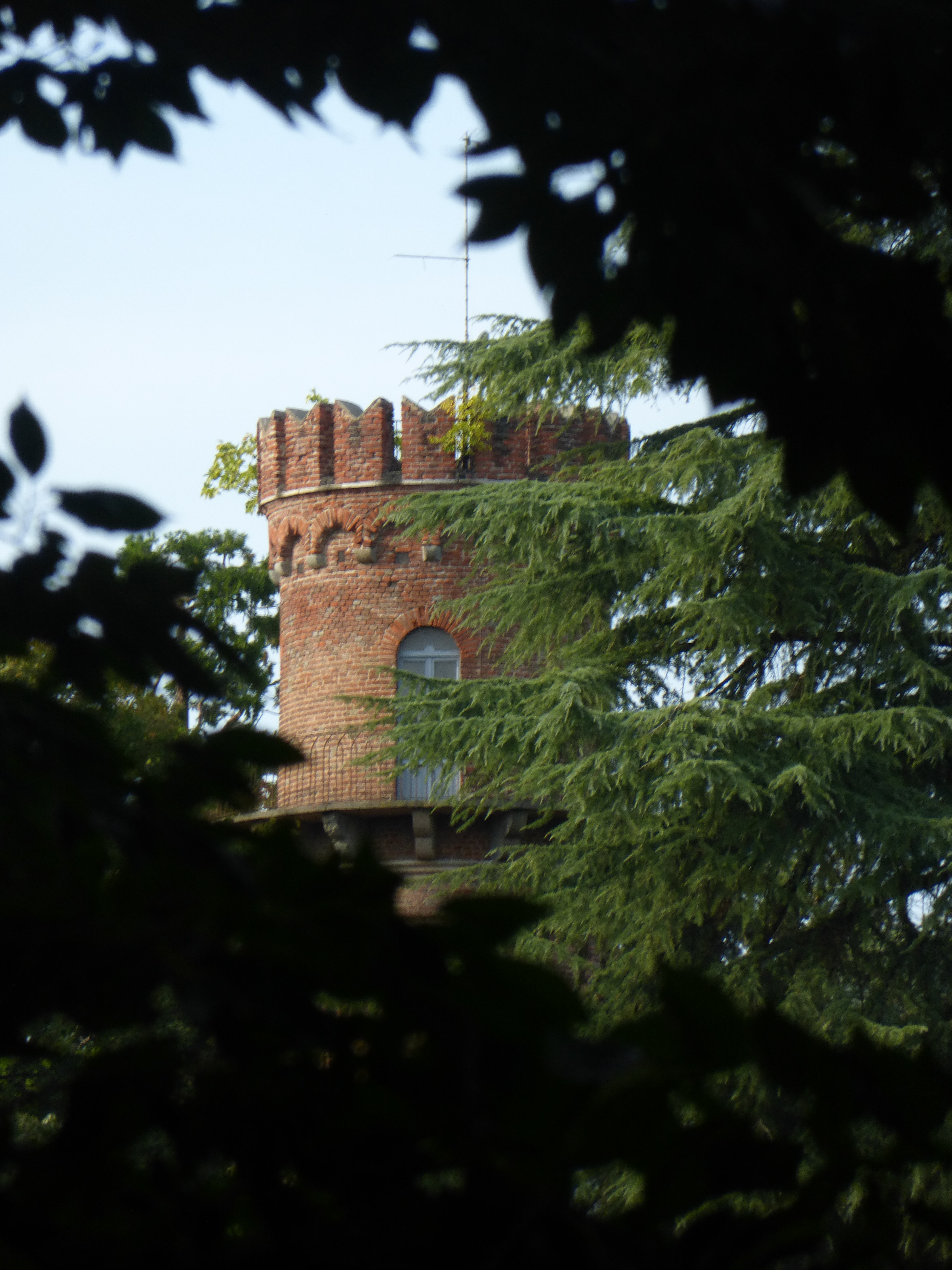
Vista della torretta Viscontea dei Giardini Reali, filtrata dalle foglie di alberi che la circondano e ne definiscono l'atmosfera.

I Giardini della Villa Reale di Monza sono dei giardini d'epoca che si trovano a Monza, attorno al perimetro della Villa Reale (principalmente sul retro, sui lati volti verso nord-est). Costituiscono un tutt'uno verde con il Parco di Monza, sebbene siano in realtà separati da esso tramite una recinzione - in parte di muratura, in parte a cancellata - che presenta comunque diversi varchi (sia verso il parco che verso la città), i cancelli che sono aperti pressoché negli stessi orari di apertura del parco.

## Storia
L'arciduca Ferdinando d'Asburgo-Este era un appassionato di botanica ed è a lui che si deve la costruzione della Villa Reale, per la quale all'inizio si parlò di una semplice villa di campagna. Ben presto Ferdinando, sostenuto anche dal conte Carlo Giuseppe di Firmian, plenipotenziario per la Lombardia, riuscì a convincere sua madre, l'imperatrice Maria Teresa d'Austria dell'utilità di una villa che fosse anche un luogo di rappresentanza e fu così che il progetto prese vita. Nel 1777 furono stanziati ben 70.000 zecchini d'oro per l'acquisto dei terreni e la costruzione della villa e, a breve, altri 35.000 per i giardini.
Mentre la villa fu realizzata in tempo record, circa tre anni, s'iniziò a lavorare ai giardini nel 1778 e si finì nel 1783. I giardini furono progettati da Giuseppe Piermarini e realizzati con l'aiuto di giardinieri inviati direttamente da Vienna.
I vasti giardini si suddividono in due parti, una a est caratterizzato da viali alberati e aiuole decorati con motivi arabescati, e un lato nord improntato al giardino all'inglese, molto amato dall'arciduca Ferdinando.
Il giardino all'inglese è improntato a uno stile naturalistico in cui l'elemento acqua ha un ruolo di rilievo. Fu realizzato un ruscello dal percorso sinuoso, una cascatella e uno splendido lago, il Lago dei cigni, ingentilito da elementi scenografici come il tempietto neoclassico e la statua di Nettuno. Fu realizzato anche un secondo lago più piccolo nella valle dei sospiri. Vicino al "Lago dei cigni" si può ammirare anche la grotta artificiale chiamata "Antro di Polifemo" e il Giardino roccioso. Numerosi elementi scenografici decorano i giardini, i più noti sono senza dubbio "La torretta", un edificio in stile medioevale — con una parte artificiosamente creata già rudere/diroccata — realizzato dall'architetto Luigi Canonica, la cascina Fornasetta e il ponte delle catene (esterno all'attuale recinzione dei giardini reali), conosciuto non solo per le magnifiche prospettive, ma anche perché citato nel verbale del processo a Virginia de Leyva, più conosciuta come la Monaca di Monza, come il luogo in cui Gian Paolo Osio tentò di annegare suor Ottavia durante la sua fuga da Monza.
Il patrimonio arboreo dei giardini è veramente notevole, anche se molte piante furono tagliate durante la guerra. Due querce gemelle, una farnia (Quercus robur) e una quercia scarlatta  (Quercus coccinea), fatte piantare da Eugenio Beauharnais sono segnalate dal Corpo Forestale dello Stato tra gli alberi monumentali d'Italia, vantano un'altezza di circa 26 metri e quasi 6 metri di circonferenza la farnia e 6 metri e 50 la seconda. Particolarmente pregevoli anche il ginkgo biloba e la sequoia americana che si trovano vicino al prato all'inglese, e il cedro del Libano vicino al muro di cinta a sud-est della Villa.
La realizzazione dei giardini fu un tale successo che furono spesso rappresentati in incisioni e tele di numerosi artisti dell'epoca come: Martin Knoller, Gaetano Ribaldi, Francesco Lose, Carlo Sanquirico.
I giardini fanno parte della rete dei "Giardini Storici Lombardi"

## Galleria d'immagini

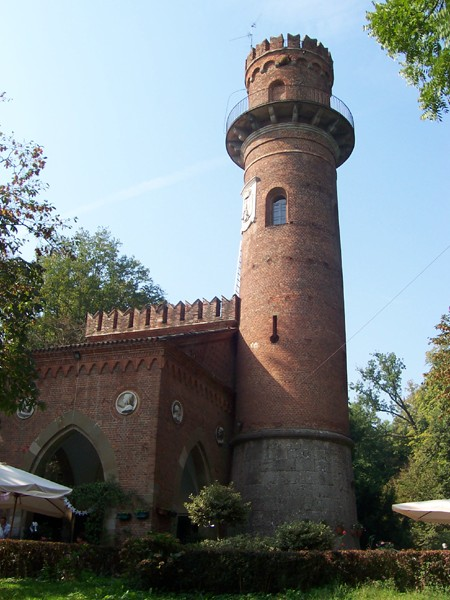
La Torretta
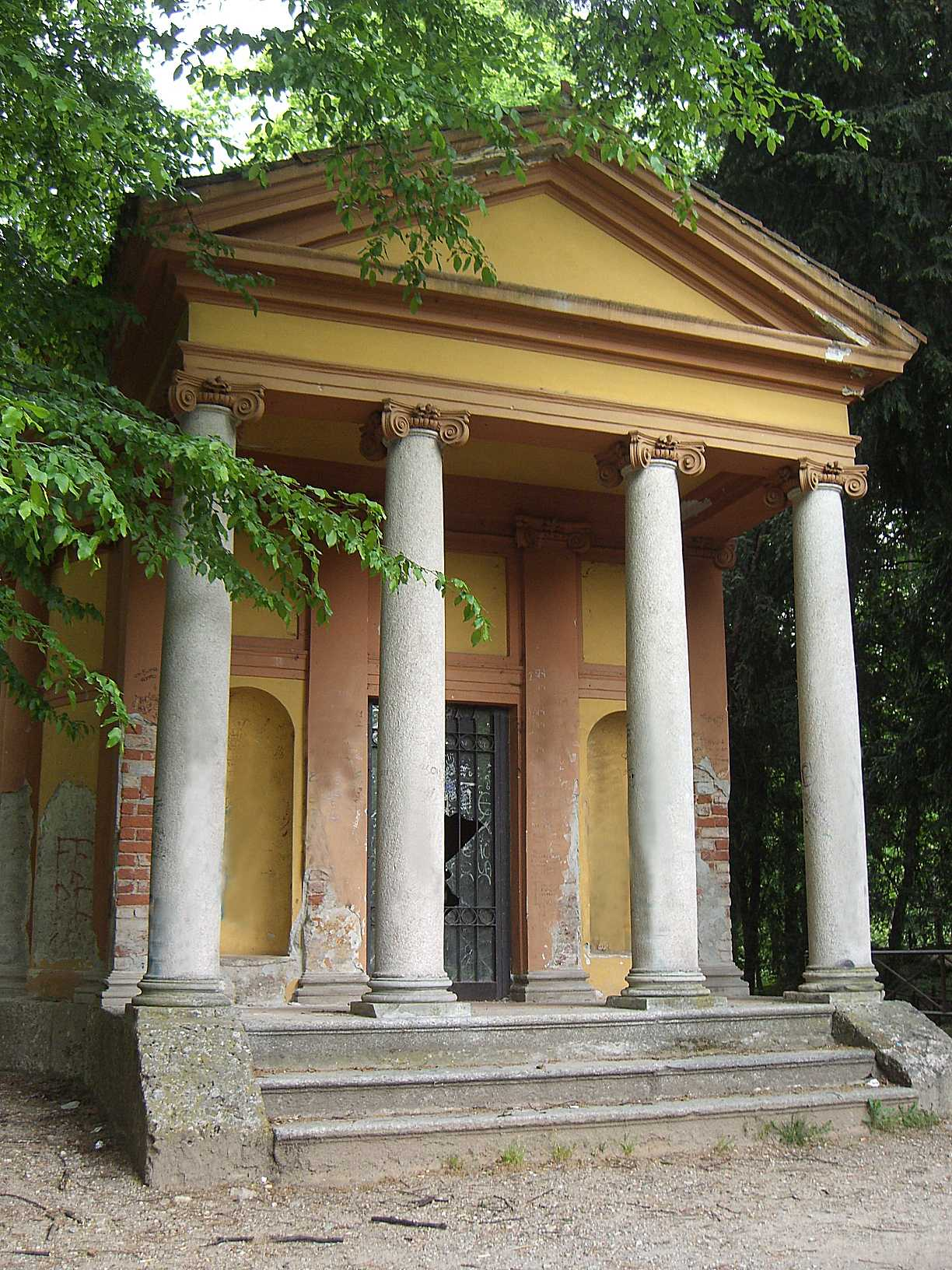
Tempietto del Lago dei cigni
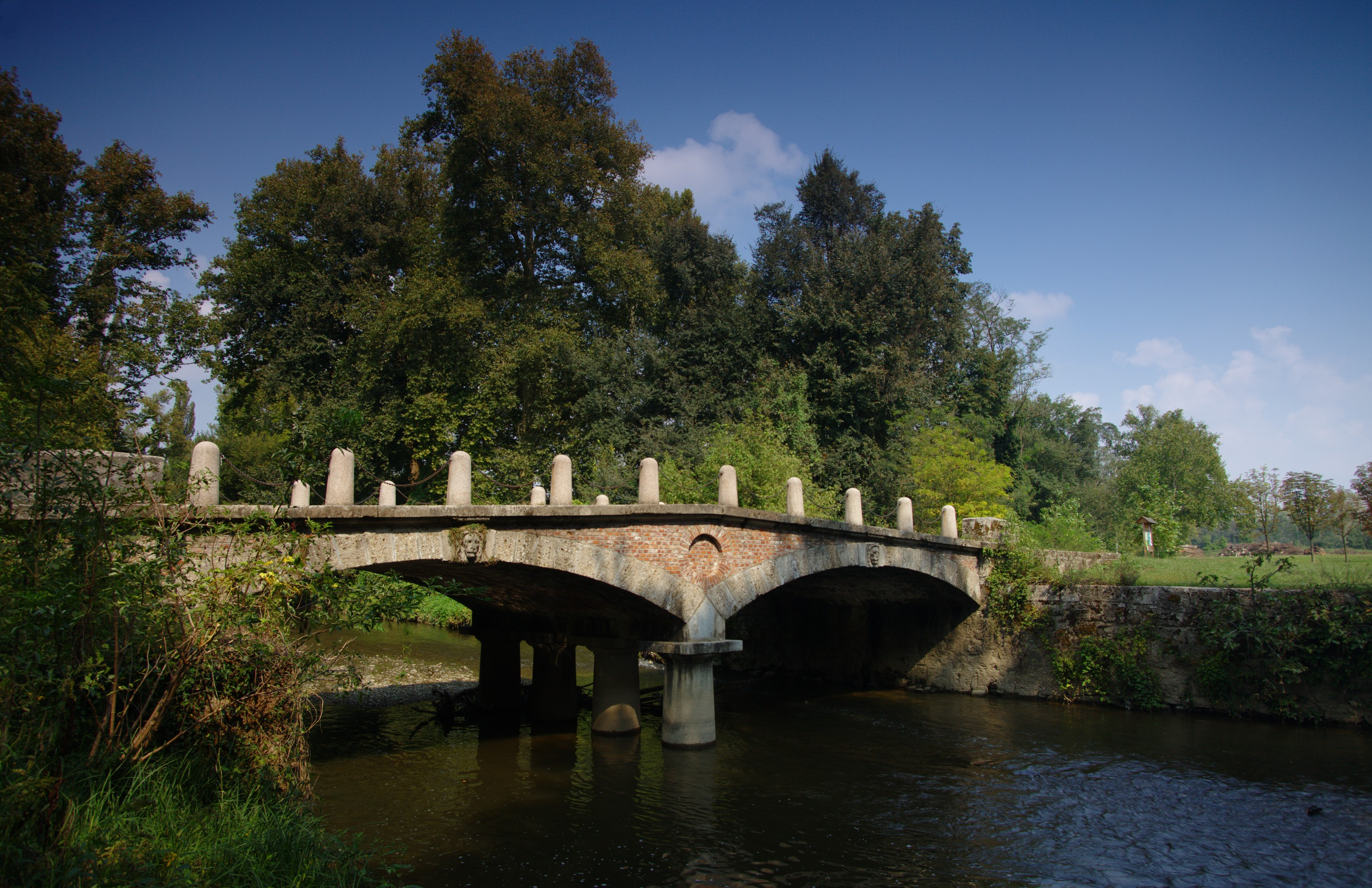
Ponte delle Catene